# 東刈谷車站
東刈谷車站（日语：／ Higashi-kariya eki */?）是一由東海旅客鐵道（JR東海）所經營的鐵路車站，位於日本愛知縣刈谷市東刈谷一丁目，是東海道本線沿線的車站。東刈谷是個設有綠窗口（みどりの窓口）但由JR東海子公司東海交通事業代為經營的業務委託車站。
雖然東刈谷車站位於刈谷市境內，但由於車站北口距離與安城市之間的市界不遠，而知立市的市界也在站北約500公尺處，因此實際服務的旅客可說是遍及三個不同的行政區。

## 車站結構
對向式月台2面2線的地面車站，設有跨站式站房。

### 月台配置
| 月台 | 路線       | 方向 | 目的地           |
| ---- | ---------- | ---- | ---------------- |
| 1    | 東海道本線 | 上行 | 岡崎、豊橋方向   |
| 2    | 東海道本線 | 下行 | 名古屋、大垣方向 |

## 使用情況
根據「刈谷的統計」，此站的一日平均上車人次如下表。
| 年度   | 一日平均 上車人次 |
| ------ | ----------------- |
| 2005年 | 5,425             |
| 2006年 | 5,660             |
| 2007年 | 5,426             |
| 2008年 | 5,458             |
| 2009年 | 5,244             |
| 2010年 | 5,110             |
| 2011年 | 5,046             |
| 2012年 | 5,090             |
| 2013年 | 5,219             |
| 2014年 | 5,197             |
| 2015年 | 5,418             |
| 2016年 | 5,438             |
| 2017年 | 5,468             |
| 2018年 | 5,474             |

## 相鄰車站
東海旅客鐵道
 東海道本線
■特別快速、■新快速、■快速、■區間快速
通過
■普通
三河安城（CA55）－東刈谷（CA56）－野田新町（CA57）

### 來源
1. ↑  「刈」在中文中發音同「亦」字，廣東話則同「艾」字。
2. 1 2  駅構内の案内表記。これらはJR東海公式サイトの各駅の時刻表 （页面存档备份，存于）で参照可能（駅掲示用時刻表のPDFが使われているため。2015年1月現在）。

## 外部連結
- 東刈谷 - 東海旅客鐵道